# Kunlavut Vitidsarn
Kunlavut Vitidsarn (em tailandês: กุลวุฒิ วิทิตศานต์; Chonburi, 11 de maio de 2001) é um jogador de badmínton tailandês.

## Carreira
Vitidsarn exibiu desempenhos promissores durante seu torneio de nível júnior. Ele venceu torneios juniores, incluindo o título de simples masculino no Banthongyord Junior International e no Singapore Youth International, e também o título do Junior Grand Prix em Jaya Raya (Indonésia) e Índia em 2017. No mesmo ano, ele ganhou a medalha de bronze no Campeonato Asiático Júnior. Ele seguiu sua impressionante exibição no Campeonato Mundial Júnior com uma vitória da medalha de ouro.
Em 2018, Vitidsarn ganhou três títulos do Grand Prix Júnior na Holanda, Alemanha e Indonésia. Ele conseguiu defender seu título no Banthongyord Junior International e dobrar o título ao vencer as duplas mistas com Phittayaporn Chaiwan. Ele então atualizou sua medalha no Campeonato Asiático Júnior para prata, perdendo as finais para Lakshya Sen. No entanto, ele conseguiu defender seus títulos Mundiais Júnior. Ele competiu nas Olimpíadas de Verão da Juventude na Argentina, conseguiu trazer a medalha de prata no evento de equipe mista junto com a equipe Omega. Mesmo tendo apenas 17 anos, Vitidsarn conseguiu competir em torneios seniores, como comprovado por sua conquista ao terminar como finalista no India International e depois vencer o Nepal International.
Em seu último ano no circuito júnior em 2019, Vitidsarn conseguiu ganhar o título duplo e defender seu título de simples e duplas mistas masculinas no Banthongyord Junior International. Ele finalmente ganhou uma medalha de ouro no Campeonato Asiático Júnior, tornando-se o primeiro tailandês a ganhar o título de simples masculino e, além disso, um ouro no evento por equipes. Vitidsarn defendeu com sucesso seu título de Campeão Mundial Júnior pela terceira vez, tornou-se o primeiro jogador de simples masculino a ganhar três títulos do Campeonato Mundial Júnior, juntando-se a Ratchanok Intanon e Chen Qingchen como três vezes vencedor do título Mundial Júnior na mesma disciplina. Ele também ganhou quatro títulos do International Challenge no Iran Fajr International, Polish Open, Finnish Open e Spanish International.
Vitidsarn começou a temporada de 2020 como semifinalista no Thailand Masters. Ele então entrou na final do Spain Masters perdendo para Viktor Axelsen. Em sua estreia no All England Open, ele foi parado na primeira rodada para Lin Dan em jogos de borracha. Devido à pandemia de COVID-19, vários torneios do BWF World Tour de 2020 foram cancelados ou remarcados para o final do ano. Ele jogou no Super 1000 Yonex e no Toyota Thailand Open, mas foi eliminado na segunda rodada em ambos os torneios. Seu melhor resultado em 2021 foi ser finalista no Swiss Open e no festival de badminton da Indonésia, o World Tour Finals, onde foi derrotado por Axelsen.
Em 2022, Vitidsarn conquistou seu primeiro título do ano no Aberto da Alemanha. Nos Jogos do Sudeste Asiático de 2021, ele ganhou duas medalhas de ouro em eventos individuais e por equipe. Competiu como cabeça de chave 16, Vitidsarn conquistou a medalha de prata no Campeonato Mundial, onde na final perdeu para Axelesen em jogo direto.
Nos Jogos Olímpicos de Verão de 2024, em Paris, conquistou a medalha de prata na disputa de simples masculino.